# Saab 38
Saab 38 eller B3LA var ett svenskt stridsflygplan som utvecklades under andra halvan av 1970-talet, tänkt som attack- och skolflygplan. Projektet avvecklades genom ett riksdagsbeslut 1979.

## Bakgrund
I mitten av 1970-talet väcktes idén och frågan om ett flygplanssystem som var tänkt att i början av 1990-talet ersätta Viggen-systemet. Två alternativ övervägdes, A 20 och B3LA. Flygplanssystemet A 20 förordades i 1974 års försvarsutredning och skulle vara en vidareutveckling av JA 37 Viggen. B3LA skulle utvecklas som ett flygplanssystem ämnat som attackflygplan och skolflygplan. Anledningen var att ÖB Stig Synnergren ansåg att attackförmågan behövde förbättras.
Inför 1978 års försvarskommitté angav ÖB tre förslag på ytterligare ett nytt flygplan; ett svenskutvecklat enhetsflygplan (JAS), amerikanska F-16 eller F-18. I oktober 1978 konstaterade dock nye ÖB Lennart Ljung att varken A 20 eller B3LA skulle rymmas inom de ekonomiska ramarna tillsammans med något av JAS, F-16 eller F-18.
Efter ett riksdagsbeslut våren 1979 kom de två flygplanen A 20 och B3LA att avbeställas. Samma år lämnade Saab ett förslag på ett svenskt enhetsflygplan (JAS 39 Gripen), direkt till dåvarande försvarsminister Eric Krönmark.

## Utveckling
Namnet B3LA kom genom att B stod för nykonstruktion (A som förstabokstav stod för ombyggnad av Viggen eller Draken). Trean stod för ambitionsnivån på skala från ett (tungt bombflygplan) till fyra (renodlat skolflygplan). LA stod för "Lätt attack".
Flygegenskaperna skulle ungefär ha varit i paritet med Saab 29. Lastkapaciteten något lägre än för Viggen. Projektet lades ner 1979 till förmån för Saab 39 Gripen, utan att någon prototyp byggts färdig. Projektet var delvis ett samarbete med Aermacchi. När Sverige drog sig ur projektet hittade Aermacchi en ny partner i brasilianska Embraer och deras flygplan AMX sägs delvis bygga på idéer och utveckling kring B3LA-projektet.